# 副高鱸
副高鱸為輻鰭魚綱鱸形目鱸亞目雙邊魚科副高鱸屬的其中一個種，該物種分布於婆羅洲及蘇門答臘淡水流域，體長可達9公分，屬肉食性。